# MIPS (ecologia)
Il "Material input per unit of service" è un indicatore di efficienza ecologica che descrive la quantità di materia utilizzata sia direttamente che indirettamente per la produzione di un bene: ciò significa considerare oltre al materiale di cui è composto il bene anche il materiale utilizzato indirettamente di cui il bene non è composto (esempio: un anello d'oro ha come input indiretti le tonnellate di terra scavate per la ricerca dell'oro).
La somma dei materiali utilizzati direttamente e indirettamente è misurata in tonnellate, nel calcolo dell'indice si tiene conto dell'intero ciclo di vita del prodotto: dalle fasi di scarto all'eventuale riciclaggio.
L'indice misura una quantità e per questo non descrive in alcun modo la qualità delle risorse utilizzate; occorre quindi per un utilizzo idoneo di tale indice un'associazione ad altri indicatori che descrivano le tipologie di materiali utilizzati, l'eventuale pericolosità per l'uomo e l'ambiente o ulteriori interazioni con la natura.
Il concetto di MIPS è stato sviluppato nel 1993 al Wuppertal Institut für Klima, Umwelt, Energie da un gruppo di studiosi diretto dal Prof. Friedrich Schmidt-Bleek.